# Sematophyllum masafuerae
Sematophyllum masafuerae là một loài Rêu trong họ Sematophyllaceae. Loài này được (Broth.) E.B. Bartram miêu tả khoa học đầu tiên năm 1957.